# NGC 7440
NGC 7440 este o galaxie situată în constelația Andromeda. A fost descoperită în 9 octombrie 1876 de către Édouard Stephan⁠(d). Se află la o distanță de 77,75 de megaparseci de Pământ.